# 钱江世纪公园
钱江世纪公园又名钱江世纪城沿江景观带，位于杭州市萧山区的钱江世纪城，是集休闲、娱乐、运动、文化等功能为一体的城市公园，佔地面积930亩，呈T字型分布在钱塘江东南岸边，全長約4公里，邻近杭州奥体博览城，与北岸的錢江新城隔江对望。

## 简介
2015年10月开始动工，2017年主体工程完工。綠化面積35萬平米，建築面積16萬平米，其中地上商業面积8萬平米，有2000個地下車位。公园按区域功能分为五大区块——中央商务区、世纪公园区、时尚运动区、城市客厅区、休闲运动区。

### 亚洲花卉主题园
2023年9月6日，为了迎接杭州亚运会的举行，以“种子的故事”为主题的亚洲花卉主题园开园，占地面积2.8万平米，分为“东方花韵”、“亚洲花毯”、“花帆启航”三个板块，汇集了亚洲各地超200种花卉。在亚运会结束之后花园作为“亚运遗产”，成为杭州首个花卉主题园。

## 交通
公园靠近慶春路隧道南端出口，以及杭州地铁2号线钱江世纪城站。